# Селчоара (Келераш)
Селчоара (рум. Sălcioara) — село у повіті Келераш в Румунії. Входить до складу комуни Куркань.
Село розташоване на відстані 45 км на південний схід від Бухареста, 61 км на захід від Келераші.

## Населення
За даними перепису населення 2002 року у селі проживали 74 особи, з них 73 особи (98,6%) румунів. Рідною мовою 73 особи (98,6%) назвали румунську.